# The Varmint
The Varmint er en amerikansk stumfilm fra 1917 af William Desmond Taylor.

## Medvirkende
- Jack Pickford som John Humperdink Stover
- Louise Huff som Laura
- Theodore Roberts
- Henry Malvern som Tough McCarty
- Maurice Kessell som Cheyenne Baxter